# Thomas Hill (acteur)
Pour les articles homonymes, voir Thomas Hill (homonymie), Hill et Tom Hill.
Thomas Hill est un acteur américain d'origine indienne né le 2 juin 1927 à Landour dans l'Uttarakhand en Inde et décédé le 20 avril 2009 à Bloomington en Indiana.

## Filmographie

### Cinéma
- 1965 : Trente minutes de sursis : le vendeur de liqueur
- 1971 : John McCabe (McCabe & Mrs. Miller) de Robert Altman : l'archer
- 1979 : Quintet : Francha
- 1980 : L'Impossible Témoin : Bobby Momisa
- 1980 : Le Plus Secret des agents secrets (The Nude Bomb) : le président
- 1981 : Le facteur sonne toujours deux fois : Barlow
- 1981 : Sanglantes Confessions : M. Fazenda
- 1982 : Firefox, l'arme absolue : Général Brown
- 1984 : L'Histoire sans fin : Carl Conrad Coreander
- 1987 : La Veuve noire : l'avocat
- 1990 : L'Histoire sans fin 2 : Un nouveau chapitre : Carl Conrad Coreander
- 1990 : An Empty Bed : Elmer

### Télévision
- 1978 : Le deuil sied à Électre
- 1979 : Too Far to Go : le psychiatre
- 1979 : Sanctuary of Fear : Carl Barringer
- 1979 : You Can't Go Home Again
- 1979 : The Lazarus Syndrome : Dr Pennington (1 épisode)
- 1979 : Strip-teaseuse malgré elle : Walt Sterling
- 1980 : Death Penalty : le juge
- 1980 : Revenge of the Stepford Wives : Dr Edgar Trent
- 1982 : La Troisième Guerre mondiale (World War III) : Marshal Victor Budner
- 1982 : Lois Gibbs and the Love Canal : Dr Halperin
- 1982 : Hôpital St Elsewhere : le juge (1 épisode)
- 1982-1990 : Newhart : Jim Dixon (33 épisodes)
- 1983 : Thursday's Child : Dr Owens
- 1983 : Wizards and Warriors : Roi Baaldorf (3 épisodes)
- 1983 : Les Enquêtes de Remington Steele : Ross Crockett Sr. (1 épisode)
- 1984 : V : Père Andrew Doyle (3 épisodes)
- 1984 : You Are the Jury : juge Anders (1 épisode)
- 1984 : La Chatte sur un toit brûlant : Dr Baugh
- 1985 : Drôle de vie : Clark (1 épisode)
- 1986 : Disney Parade (1 épisode)
- 1986 : Brothers : Farnsworth (1 épisode)
- 1986 : Fresno : M. Crowther (1 épisode)
- 1987 : Nutcracker: Money, Madness & Murder : Dr Grant
- 1987 : Mariés, deux enfants : Muldoon (1 épisode)
- 1989 : Coach : un homme (1 épisode)
- 1993 : New York, police judiciaire : John Barham (1 épisode)